# Go First

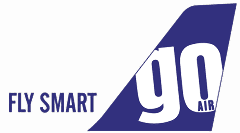
Прежний логотип авиакомпании

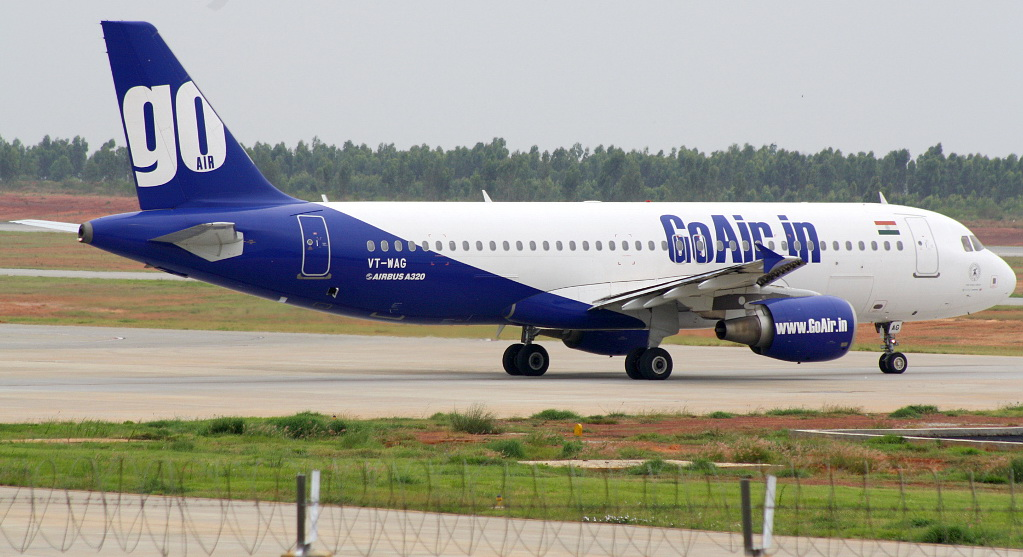
Airbus A320-200 в ливрее синих тонов

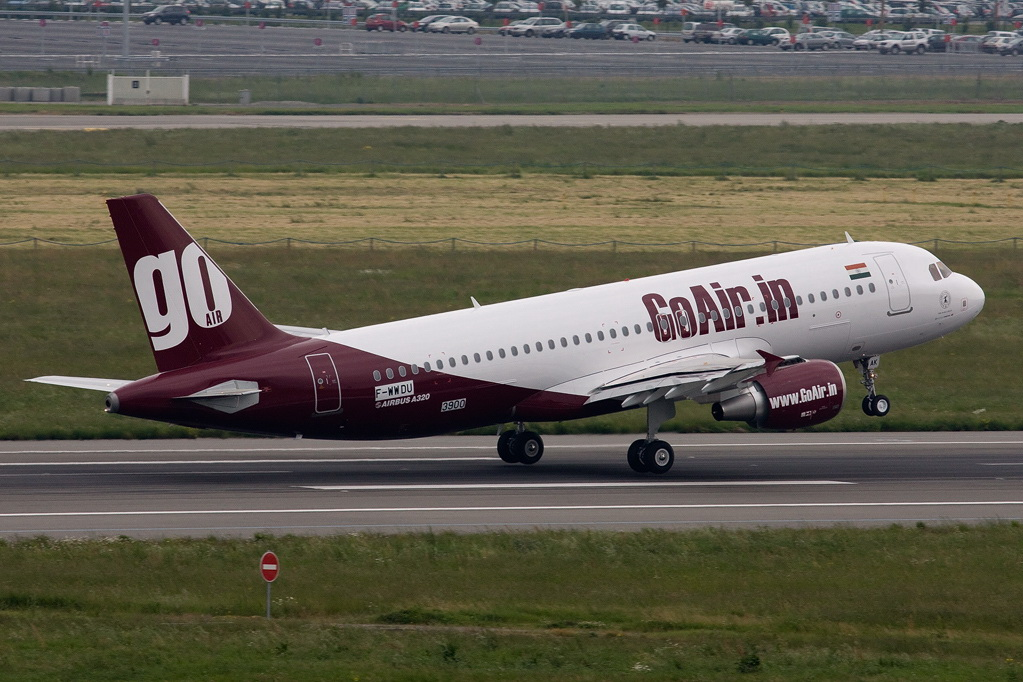
Brown GoAir Airbus A320-200 в ливрее коричневых тонов

Go First, ранее известная как GoAir, — индийская бюджетная авиакомпания со штаб-квартирой в городе Мумбаи, работающая в сфере коммерческих авиаперевозок с ноября 2005 года и эксплуатировала флот самолётов Airbus A320 салоном эконом-класса. Принадлежащая индийскому конгломерату корпораций Wadia Group.
В 2021 году авиакомпания планировала провести IPO для привлечения 36 млрд рупий (430 млн долларов США). В 2023 году авиакомпания столкнулась с трудностями из-за проблем с двигателями Pratt & Whitney, используемых во всем ее парке самолетов Airbus A320neo. Впоследствии, 3 мая 2023 года, авиакомпания прекратила деятельность и подала заявление о добровольном банкротстве в Национальный суд по делам компаний (NCLT).

## История
Авиакомпания GoAir была основана в 2005 году Джехангиром Вадиа, младшим сыном крупного индийского предпринимателя Нусли Вадиа, войдя при этом в состав конгломерата корпораций Wadia Group, в первую очередь известного своими дочерними предприятиями Bombay Dyeing и Britannia Industries. Председателем совета директоров компании стал её основатель Джехангир Вадия, а её генеральным директором — Гиоргио Де Рони. GoAir начала операционную деятельность в ноябре 2005 года и на первых порах эксплуатировала один самолёт Airbus A320.
В январе 2007 года показатель средней загрузки пассажирских кресел авиакомпании достиг 86 %. Вместе с тем, развитие перевозчика идёт довольно медленным темпом, главным образом по причине острой конкуренции с двумя другими бюджетными авиакомпаниями Индии IndiGo и SpiceJet. Генеральный директор GoAir Гиоргио Де Рони объясняет медленный рост текущей стратегией компании, направленной на достижение и поддержание рентабельности коммерческой деятельности, а не на погоню за открытием новых маршрутов и приобретением воздушных судов.
В апреле 2012 года после банкротства авиакомпании Kingfisher Airlines GoAir поднялась с шестой на пятую позицию в списке индийских авиакомпаний по объёму пассажирских перевозок.
17 марта 2020 года во время пандемии COVID-19 авиакомпания остановила полёты по международным направлениям.
В мае 2021 года GoAir сменила официальное название на Go First.
В 2023 году авиакомпания столкнулась с эксплуатационными проблемами, что привело к отмене нескольких рейсов.  Авиакомпания заявила, что на нее в значительной степени повлияли проблемы с цепочкой поставок двигателей Pratt & Whitney PW1000G, которые установлены на всех ее самолетах Airbus A320neo. Впоследствии 2 мая 2023 года авиакомпания подала заявление о добровольном урегулировании банкротства в Национальный суд по делам компаний (NCLT).  Авиакомпания также подала иск против Pratt & Whitney в федеральный суд США, стремясь обеспечить исполнение арбитражного решения, предписывающего поставку двигателей в соответствии с контрактом.  Pratt & Whitney оспорила эти требования. 
Из-за неуплаты арендных взносов лизинговые компании конфисковали арендованные самолеты авиакомпании.  26 июня 2023 года кредиторы авиакомпании одобрили временное финансирование в размере 425 крор рупий (50 миллионов долларов США), направленное на возвращение ее в эксплуатацию, в ожидании одобрения совета директоров.  В середине августа 2023 года авиакомпания запросила экстренное финансирование в размере ₹ 100 крор (12 миллионов долларов США), чтобы удержаться на плаву.  13 февраля 2024 года было объявлено, что Go First получила 60-дневное продление стадии процедуры банкротства, что позволяет потенциальным инвесторам представлять свои предложения по возрождению перевозчика. Это было второе продление, предоставленное Go First, и последнее, на которое она могла рассчитывать. Авиакомпания привлекла внимание множества инвесторов, включая SpiceJet. 
В феврале 2024 года Аджай Сингх , председатель и управляющий директор SpiceJet, вместе с Нишантом Питти, владельцем контрольного пакета акций Busy Bee Airways и соучредителем EaseMyTrip, подали заявку на покупку GoFirst на сумму 600 крор рупий (71 млн долларов США). Общая сумма задолженности Go First, включая претензии от поставщиков и арендодателей, была установлена на уровне 11 463 крор рупий (1,4 млрд долларов США), которую они планировали погасить, «монетизировав» два земельных участка, принадлежащих Go First в Мумбаи. Согласно заявке, Нишант Питти будет владеть контрольным пакетом акций в размере 60%, а остальные акции будут принадлежать Аджаю Сингху. Они планировали начать работу с использованием 15 самолетов. Был также еще один претендент на авиакомпанию — базирующаяся в Шардже авиакомпания Sky One FZE. 
1 мая 2024 года Главное управление гражданской авиации Индии аннулировало регистрацию всех 54 воздушных судов, сданных в аренду компании Go First, в соответствии с постановлением Высокого суда Дели от 26 апреля. 

## Маршрутная сеть
Маршрутная сеть регулярных перевозок GoAir охватывает 38 городов, компания совершает более ста ежедневных рейсов и около 710 рейсов в неделю между аэропортами этих городов. По действующим правилам Министерства гражданской авиации Индии авиакомпании до 2016 года не разрешена организация международных маршрутов вследствие её малого парка воздушных судов. После 2016 года GoAir открыла регулярные перевозки в 9 стран.
- Андаманские и Никобарские острова
  - Порт-Блэр — международный аэропорт имени Винаяка Саваркара
- Ассам
  - Гувахати — международный аэропорт имени Гопинатха Бордолоя
- Бихар
  - Патна — аэропорт имени Наяка Джаяпракаша
- Чандигарх
  - аэропорт Чандигарх
- Дели
  - международный аэропорт имени Индиры Ганди хаб
- Гоа
  - международный аэропорт Даболим
- Гуджарат
  - Ахмадабад — международный аэропорт имени Сардара Валлабхай Пателя
- Джамму и Кашмир
  - Джамму — аэропорт Джамму
  - Сринагар — аэропорт Сринагар
- Ладакх
  - Лех — аэропорт Лех Кушок Бакула Римпочи
- Джаркханд
  - Ранчи — аэропорт Ранчи
- Карнатака
  - Бангалор — международный аэропорт Бангалор
- Керала
  - Коччи — международный аэропорт Кочин
- Махараштра
  - Мумбаи — международный аэропорт имени Чатрапати Шиваджи хаб
  - Нагпур — международный аэропорт имени доктора Бабасахиба Амбедкара
  - Пуна — международный аэропорт Пуна[19]
- Раджастхан
  - Джайпур — аэропорт Санганер
- Тамилнад
  - Ченнаи — международный аэропорт Ченнаи
- Уттар-Прадеш
  - Лакхнау — аэропорт имени Чоудхари Чарана Сингхи
- Западная Бенгалия
  - Силигури — аэропорт Багдогра
  - Калькутта — международный аэропорт имени Нетаджи Субхас Чандра Боса

## Флот

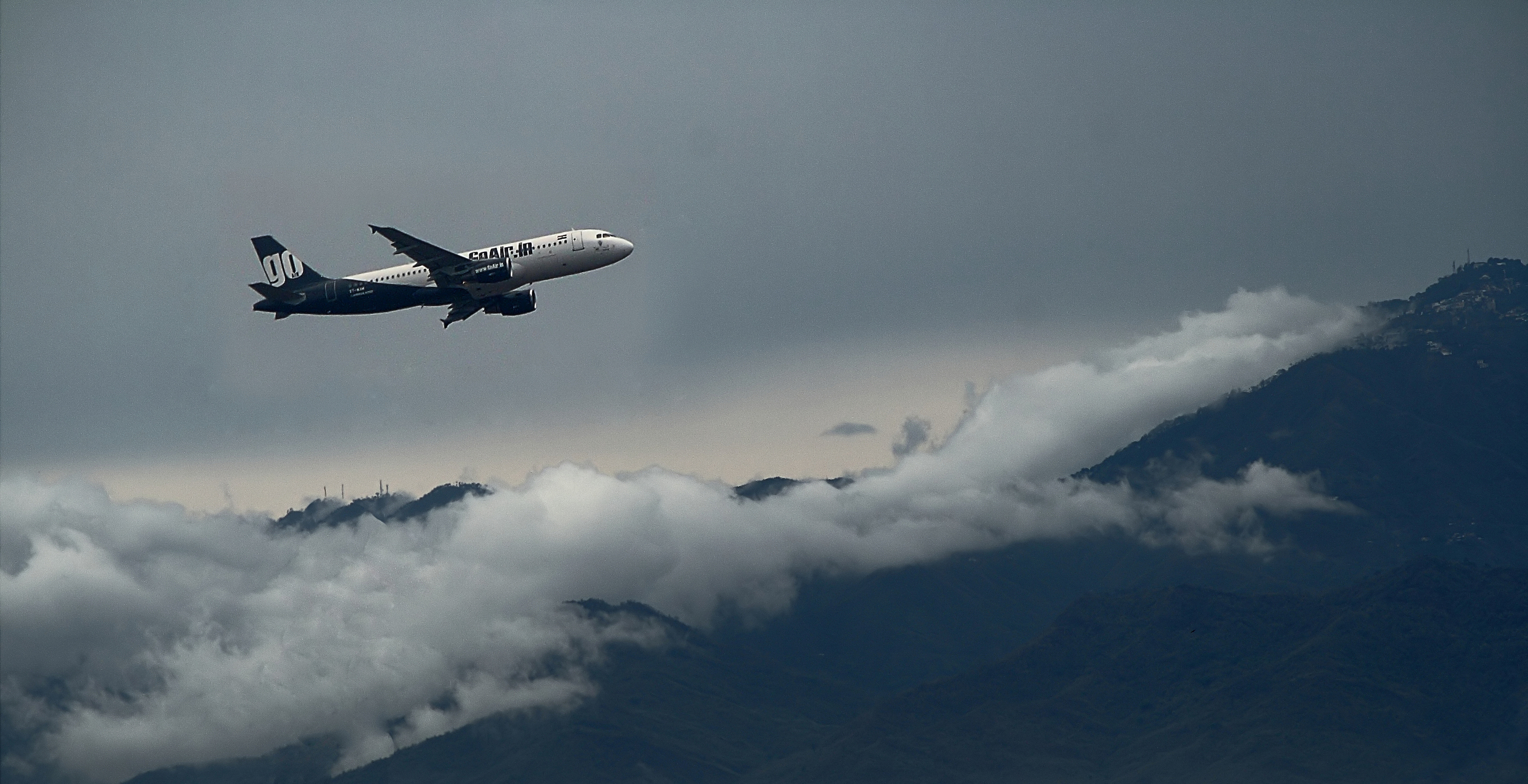
Airbus A320 авиакомпании GoAir на взлёте из аэропорта Чандигарх

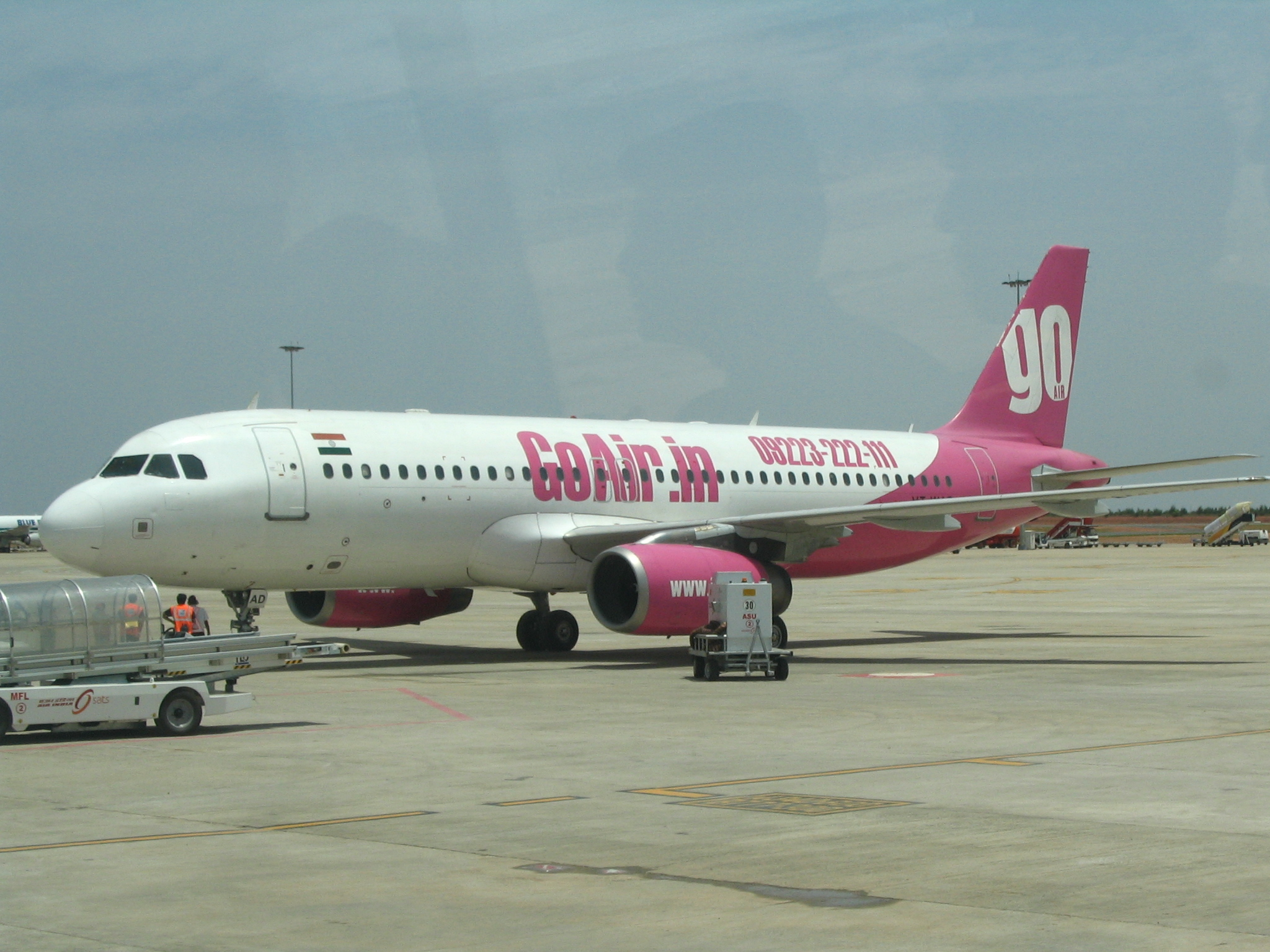
Airbus A320-200 авиакомпании GoAir (ливрея розовых тонов) в международном аэропорту Бангалора

До прекращения деятельности компания Go First эксплуатировала флот самолетов Airbus A320:

### Заказ Airbus A320neo
В июне 2011 года авиакомпания GoAir разместила заказ на поставку 72 самолётов Airbus A320neo с вместимостью пассажирских салонов в 180 кресел. Поставка новых лайнеров началась в 2015 году, далее по 12-15 самолётов ежегодно. В январе 2017 GoAir подписала твердый контракт еще на 72 самолета A320neo, таким образом доведя общий заказ A320neo до 144.